# Stelis tridactylon
Stelis tridactylon är en orkidéart som beskrevs av Carlyle August Luer. Stelis tridactylon ingår i släktet Stelis och familjen orkidéer. Inga underarter finns listade i Catalogue of Life.